# Сврљишке планине
Сврљишке планине представљају планински венац који се пружа територијама општина Сврљиг, Бела Паланка, Нишка Бања, Пантелеј (Град Ниш). Обухватају површину од 430 km². Заједно са Калафатом чине северни и североисточни обод Нишке котлине. 
Сврљишке планине ограничене су Сврљишким Тимоком на северу, Сићевачком клисуром на југу, Трговишким Тимоком на истоку и Нишком котлином на западу.
Типично кречњачко било издиже се до висине од 1 334 m, што је висина Зеленог врха, највишег врха ових планине, који се издиже над селом Гулијаном. На Зеленом врху налазе се још две високе коте (1273 и 1271 m). Од осталих врхова ваља навести: Црни врх (1270 метара), изнад села Лозан; Плеш (1267 метара), изнад села Белоиње; Уланац (1191 метар), изнад села Периш; Големи камен (1173 метра)...
Карактеристичне су по великом броју врела и извора као што су: Белоињско врело, Студенац, Преконошко врело, Црнољевачко, Округличко, Крупачко итд.

## Галерија
- Сврљишке планине
- Сврљишке планине, панорама
- Сврљишке планине, панорама
- Поглед на Сврљишке планине из Нишке Бање
- Сврљишке планине - Црни врх, 2016
- Сврљишке планине - Поглед на село Гулијан, 2016
- Сврљишке планине - Црни врх, 2016, цвет
- Поглед на Сврљишке планине са стазе која води ка селу Вргудинац
- Поглед на Сврљишке планине са стазе која води ка селу Вргудинац
- Поглед из Долца поред Беле Паланке